# Golmidou
Golmidou est une localité située dans le département de Boussé de la province du Kourwéogo dans la région Plateau-Central au Burkina Faso.

## Géographie
Golmidou est situé à environ 14 km l'est de Boussé. Le village est limitrophe à l'est de Koui, à l'ouest de Gasma, au nord de Yargo et au sud de Kiendpalogo.

## Santé et éducation
Golmidou accueille un centre de santé et de promotion sociale (CSPS) tandis que le centre médical avec antenne chirurgicale (CMA) de la province se trouve à Boussé.
Le village possède une école primaire publique.